# Exequiel Chiroque Paico
Exequiel Chiroque Paico (San Pedro de los Incas, 10 de abril de 1950 - Tumbes, 6 de junio del 2020) fue un ingeniero agrónomo y político peruano. Fue congresista de la república por Tumbes durante el breve periodo 2000-2001. 

## Biografía
Nació en el distrito de Corrales, ubicado en la provincia del departamento de Tumbes, el 10 de abril de 1950.
Cursó sus estudios primarios y secundarios en la ciudad de Tumbes. Cursó estudios superiores de Ingeniería Agrícola en la Universidad Nacional de Tumbes.

## Carrera política
Fue miembro de Izquierda Unida y postuló 2 veces a la alcaldía del distrito de Corrales sin éxito.

### Congresista de la República
En las elecciones parlamentarias del año 2000, decidió postular al Congreso de la República por la lista de la alianza fujimorista Perú 2000 que buscaba la segunda reelección de Alberto Fujimori a la presidencia de la república. Chiroque resultó elegido como congresista de la república para el periodo parlamentario 2000-2005.
Estuvo ejerciendo su mandato hasta que fue reducido a sólo un año debido a la caída del gobierno de Alberto Fujimori y la asunción de Valentín Paniagua como presidente interino.
En el año 2002 fundó el movimiento "Todos por Tumbes", siendo su presidente hasta el año 2011. Posteriormente participó en las elecciones regionales del 2010 como candidato a la presidencia del Gobierno Regional de Tumbes, quedando en el lugar de las preferencias. En las elecciones regionales del 2018 fue candidato a consejero regional por el partido Podemos Perú sin éxito.
Desde el año 2010 hasta el año 2019 fue presidente fundador de la Asociación Peruana de Productores de Arroz del Perú - APEAR.

## Fallecimiento
El 6 de junio del 2020, Exequiel Chiroque falleció a los 70 años en la ciudad de Tumbes.